# Lepthyphantes escapus
Lepthyphantes escapus är en spindelart som beskrevs av Andrei V. Tanasevitch 1989. Lepthyphantes escapus ingår i släktet Lepthyphantes och familjen täckvävarspindlar.
Artens utbredningsområde är Turkmenistan. Inga underarter finns listade i Catalogue of Life.